# 会陰穴
会陰穴（えいんけつ）は、任脈の最初の経穴である。武道・武術で使う戸渡穴のこと。

## 部位
肛門と陰嚢または大陰唇の中間。

## 筋肉・神経・血管
筋肉（運動神経）は会陰腱中心（陰部神経支配）、外肛門括約筋（陰部神経支配）、知覚神経は後大腿皮神経会陰枝、陰部神経、血管は内陰部動脈が通る。

## 名前の由来
二つの陰、尿（の出口）の後ろ、屎の前にあるために、会陰と名付けられたという。解剖学の会陰もこの経穴名から出ている。

## 効能
痔疾などに効果があるとされるが、場所柄現在は(自分自身に対する利用を除き)ほとんど用いられていない。古典に、危篤状態の土左衛門は、逆さ吊りにして会陰に1寸以上鍼を刺すと、水をはき、屎尿を漏らして生き返るとあり、大正から昭和の鍼灸師で、変人・奇人としても知られていた澤田健が実際に試して効果があったということが、代田文誌の「鍼灸治療基礎學」に記載されている。